# ريان فلوود
ريان فلوود (بالإنجليزية: Ryan Flood)‏ هو لاعب كرة قدم أمريكي، ولد في 17 أكتوبر 1998 في سكوتسديل في الولايات المتحدة.

## وصلات خارجية
- ريان فلوود على موقع قاعدة بيانات كرة القدم.إي يو (الإنجليزية)
- ريان فلوود على موقع Soccerway.com (الإنجليزية)